# Disphragis infanda
Disphragis infanda är en fjärilsart som beskrevs av William Schaus 1906. Disphragis infanda ingår i släktet Disphragis och familjen tandspinnare. Inga underarter finns listade i Catalogue of Life.